# Miguel Allen
Miguel Malik Allen Montesdeoca (La Aldea de San Nicolás, 10 maggio 2003) è un cestista spagnolo.

## Carriera

### Nazionale
Con la nazionale Under-20 spagnola ha vinto la medaglia d'oro agli Europei di categoria del 2022.